# John Salathé
Vous lisez un « bon article » labellisé en 2009.
Pour les articles homonymes, voir Salathé.
John Salathé, né le 14 juin 1899 à Niederschöntal près de Bâle en Suisse et mort le 31 août 1992 ou 1993 en Californie, est un grimpeur américain. Forgeron de métier, il se mit tardivement à l'escalade, à la suite d'une crise mystique. Inventant et forgeant les pitons nécessaires, il fut, à la fin des années 1940, l'un des pionniers des Big walls américains, ces parois verticales de plusieurs centaines de mètres, nécessitant plusieurs jours d'ascension et l'usage intensif de l'escalade artificielle. Il participa notamment aux premières ascensions de Lost Arrow Spire (1947) et de la face nord de Sentinel Rock (1950), dans la vallée de Yosemite. « Il [devint], l'âge aidant, excentrique et paranoïaque, glissant petit à petit dans un monde où la religion domina totalement ses pensées », et vagabonda pendant vingt ans dans l'Ouest américain.

## De la forge à l'escalade
Il apprit le métier de forgeron en Suisse. Après avoir servi comme marin pendant 4 ans, il émigre au Canada à 25 ans. Il se marie et s'installe en 1929 à San Mateo dans la péninsule de San Francisco en Californie. Il y fonde en 1932 une entreprise de décorations en fer forgé, la Peninsula Wrought Iron Works, dont il est le patron et le seul employé.
En 1945, alors qu'il avait des problèmes de santé, il commença à avoir des conversations avec des « anges », qui se poursuivirent toute sa vie, et le convainquirent tout d'abord de devenir végétarien. Les médecins lui conseillèrent, eux, l'air de la Sierra Nevada. En séjour à Tuolumne Meadows dans le parc national de Yosemite, il y rencontra des membres de la Rock Climbing Section du Sierra Club et, après avoir retrouvé la santé, commença l'escalade à 46 ans. Il manifesta tout de suite une détermination et une absence d'appréhension peu communes : lors d'une de ses premières escalades, ayant mal compris ce que signifiait « en libre », c'est-à-dire sans se tirer à la corde ou aux pitons, il se décorda et rejoignit son premier de cordée sans assurance, par un passage délicat et exposé. Manquant d'agilité pour l'escalade libre difficile, il s'intéressa particulièrement aux techniques de l'escalade artificielle. En Europe continentale, elle avait été utilisée de façon intensive dès les années 1930, par exemple aux faces Nord de la Cima Grande (1935) et de la Cima Ovest (1937) des Tre Cime di Lavaredo, dans les Dolomites. Mais aux États-Unis, sous l'influence des grimpeurs anglais et allemands immigrés, l'escalade artificielle n'avait été utilisée que pour des passages courts : « une frontière entre le pitonnage excusable et le pitonnage inexcusable devait être tracée ». Fatigué d'une discussion sur l'éthique de l'escalade lors d'une réunion de l'American Alpine Club, il se leva et coupa court en affirmant avec son accent suisse prononcé : « Assez de paroles. On ne pourrait pas juste grimper ? » Il se rendit compte que les pitons utilisés jusqu'alors, souvent importés d'Europe et en acier doux, adaptés au calcaire tendre des Alpes orientales, étaient trop mous pour être plantés et réutilisés de façon intensive dans les fissures granitiques et souvent bouchées du Yosemite. Il fabriqua alors lui-même les premiers pitons en acier dur, un alliage au chrome-vanadium ; la légende veut qu'il ait utilisé pour cela l'essieu d'une vieille Ford A (1927).
Ainsi équipé, profitant également de l'apparition des cordes en nylon, et des mousquetons en aluminium, deux fois plus légers que ceux en acier, il put se lancer dans les trois ascensions majeures de la vallée du Yosemite que ses « anges » lui avaient inspirées : Lost Arrow Spire, le Half Dome et Sentinel Rock.

## Grandes ascensions

### Lost Arrow Tip

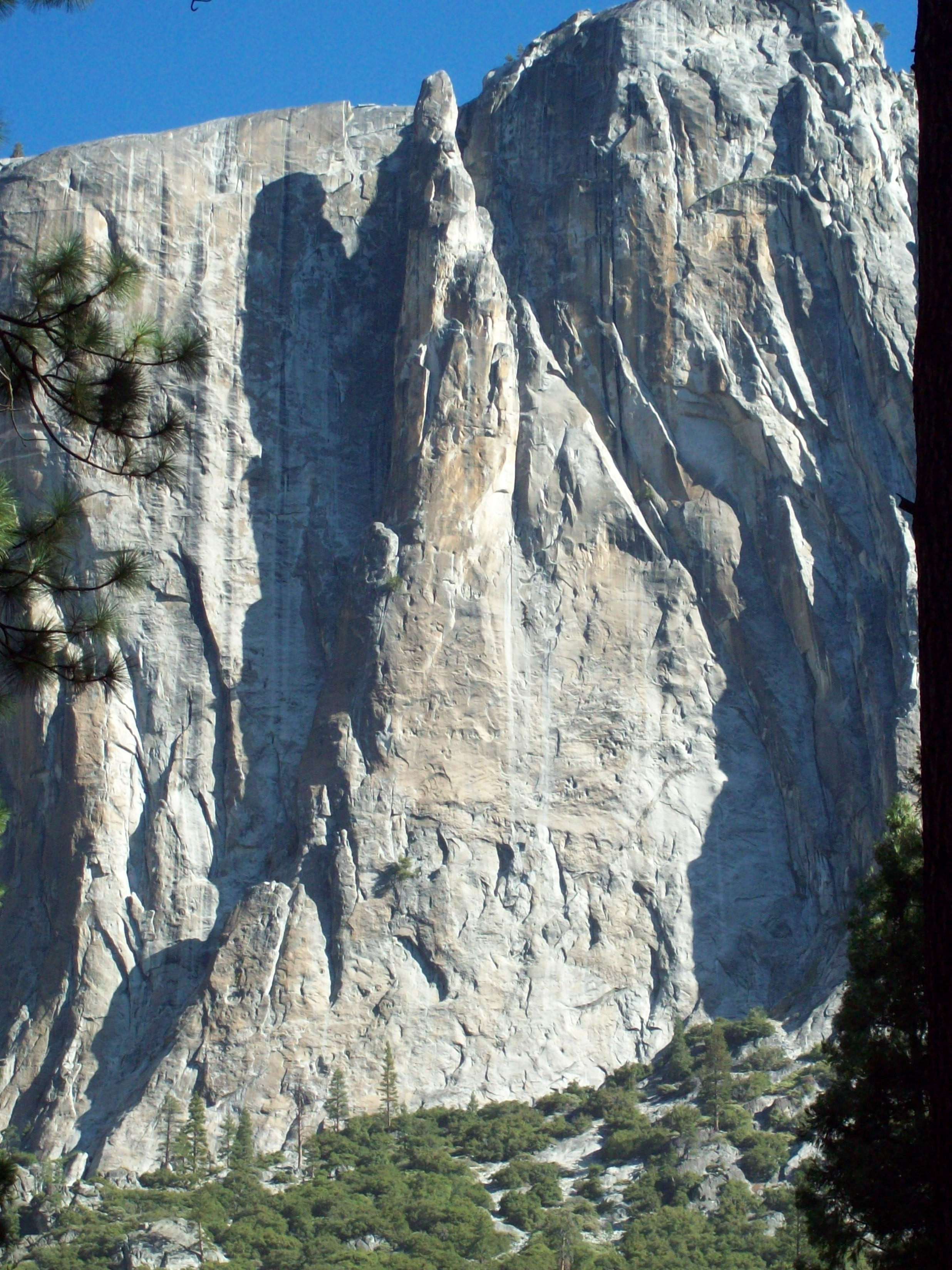
Lost Arrow Spire : on voit l'ombre du sommet et de la brèche le séparant de la falaise (Arrow notch). La voie Lost Arrow chimney est dans le renfoncement à gauche du pilier

À l'époque, le sommet de Lost Arrow Spire, une aiguille détachée de la falaise des chutes de Yosemite, était vierge, malgré quelques reconnaissances et tentatives dans les années 1930. En 1946, Salathé, seul du fait de la défection de ses compagnons de cordée, descendit de 70 mètres en rappel depuis le haut de la falaise, jusqu'à la brèche qui la sépare de Lost Arrow Spire, appelée Arrow notch, et contourna la pointe par une vire. En s'auto-assurant il réussit à s'élever de 25 mètres, à l'aide de ses pitons, puis en plantant un piton à expansion, le premier utilisé aux États-Unis pour la progression. Pris par le temps, il s'arrêta, et remonta depuis la brèche au prusik. Il revint quelques jours plus tard, fin août, avec un compagnon qu'il avait réussi à convaincre de l'assurer, John Thune : « J'ai trouvé un sommet qui n'a jamais été fait dans le Yosemite, c'est un truc facile ». Malgré une chute de Salathé due à l'arrachage d'un piton, ils parvinrent à la tombée de la nuit à dix mètres du sommet, mais butèrent sur une section parfaitement lisse, et renoncèrent. Cette quasi-réussite anima l'esprit de compétition, et Ax Nelson, Fritz Lippman, Jack Arnold et Robin Hansen, décidèrent d'y arriver les premiers. Ils passèrent une journée à faire des lancers de cordes depuis le haut de la falaise par-dessus le sommet de Lost Arrow, et finirent par en faire coincer une sur la vire où s'était arrêté Salathé lors de sa tentative en solitaire (Salathé Ledge). Le lendemain, Nelson et Arnold descendirent à Arrow notch mais, sans les pitons de Salathé, ils n'arrivèrent à s'élever que de douze mètres dans la journée. Le jour suivant ils parvinrent à Salathé Ledge en lançant et coinçant une corde autour d'une lame de rocher détachée. Finalement, Jack Arnold grâce à la corde passée au-dessus du sommet, parvint à se hisser sur le sommet de Lost Arrow Spire, le 2 septembre 1946. Salathé, indigné, jugea que cette réussite n'était qu'un « tour de corde », et déclara plus tard à Steve Roper, que les vainqueurs avaient recouru à « l'aide du Diable ».

### Half Dome et Lost Arrow Chimney

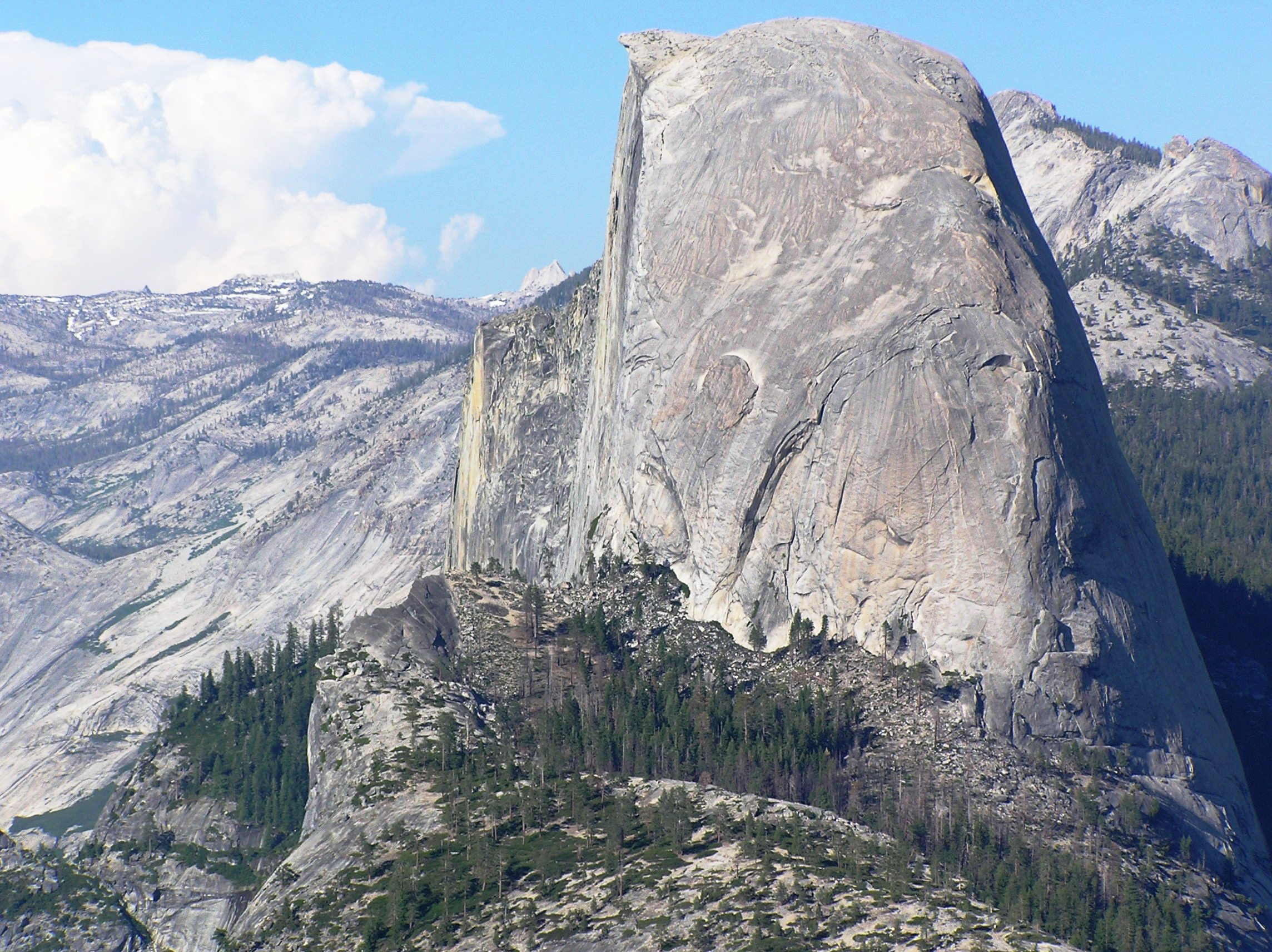
La face Sud-Ouest du Half Dome

En octobre 1946, avec Ax Nelson, il gravit en deux jours la face Sud-Ouest du Half Dome, enchaînant les longueurs en artificiel et les relais sur les étriers, et inaugurant le premier bivouac en paroi du Yosemite ; ils plantèrent 150 pitons sur les 300 mètres de paroi. En septembre 1947, ils firent la première ascension depuis le bas de Lost Arrow Spire, par la voie Lost Arrow Chimney, une profonde et étroite gorge qui remonte le long du pilier. La voie avait été tentée en 1937 par Dave Brower et Dick Leonard. Salathé et Nelson furent en concurrence avec une cordée de Californiens du sud : Chuck Wilts et Spencer Austin. Les deux cordées firent chacune deux tentatives d'octobre 1946 à août 1947. Salathé et Nelson avaient emporté des pitons à expansion avec un tamponnoir muni de mèches en carbone (il fallait 45 minutes pour percer le trou nécessaire), six litres d'eau seulement et un minimum de nourriture. Ils réussirent à passer et à atteindre Arrow notch en quatre jours et demi, grâce aux expansions et aux pitons en acier dur de Salathé. Ils plantèrent alors 9 pitons à expansion dans la longueur terminale lisse pour atteindre enfin le sommet de Lost Arrow, le matin du cinquième jour. Pour Steve Roper cette ascension constitue le premier Big wall aux États-Unis, et le début de l'âge d'or du Yosemite ; il note qu'à l'époque la plus longue ascension en Europe n'avait pris que trois jours. Dans les Alpes occidentales cristallines, les premières grandes parois granitiques nécessitant l'utilisation intensive de l'escalade artificielle ne furent gravies qu'au début des années 1950 : la face Est du Grand Capucin en 1951 et la face Ouest des Drus en 1952, en haute montagne, à la différence du Yosemite.

### Sentinel Rock

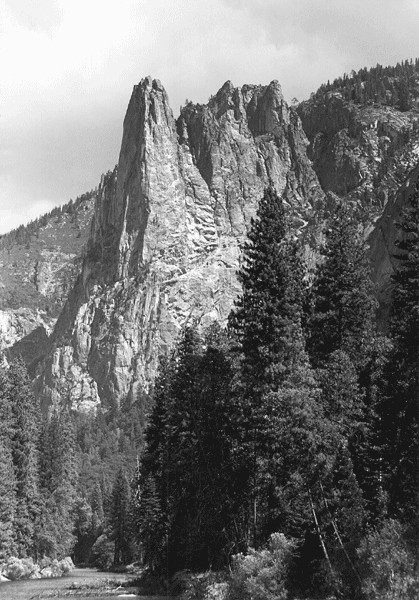
Sentinel Rock

Après Lost Arrow Chimney, le problème le plus convoité du Yosemite devint les 500 mètres de la face Nord de Sentinel Rock, les grandes parois de la face Nord du Half Dome et de El Capitan semblant inenvisageables à l'époque. À partir de 1948, quatre tentatives sérieuses furent repoussés. Elle devint une obsession pour Allen Steck, qui avait participé à la troisième, et qui en 1949 avait été le premier américain à gravir l'une des six grandes faces Nord des Alpes, décrites par Gaston Rébuffat dans Étoiles et tempêtes : la Cima Grande di Lavaredo. Fin juin 1950, il proposa l'ascension à Salathé qui accepta immédiatement. Ils réussirent ensemble, en cinq jours à nouveau, du 30 juin au 4 juillet 1950, une voie qui est caractéristique du Yosemite par ses fissures larges et ses cheminées profondes, dont un passage quasi-spéléologique The Narrows : Les étroitures. Alors que Lost Arrow Chimney ne fut refaite que 17 ans plus tard, par Warren Harding, Frank Tarver et Bob Swift, la Steck-Salathé devint rapidement classique, un test pour les cordées du Yosemite, et le siège d'une course à la vitesse. Lors de la seizième ascension en septembre 1961, Royal Robbins et Tom Frost, grimpant simultanément à corde tendue, ne mirent que trois heures et demie. Salathé, qui repassait de temps à autre au Yosemite, refusa absolument de le croire : « Oh maintenant que les pitons à expansion sont en place… en trois jours peut-être ».

## Postérité

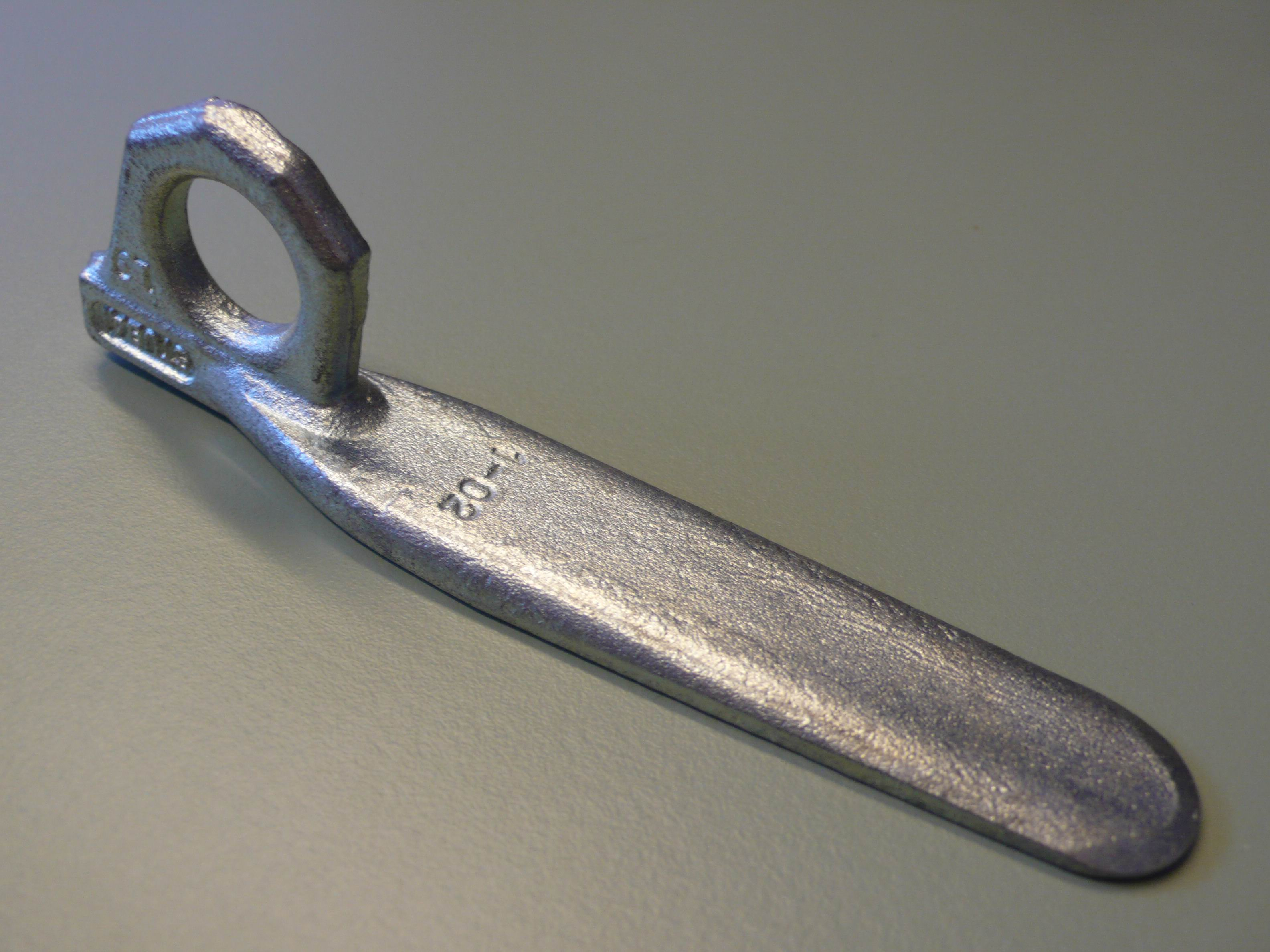
Un piton de forme Lost Arrow, en acier doux

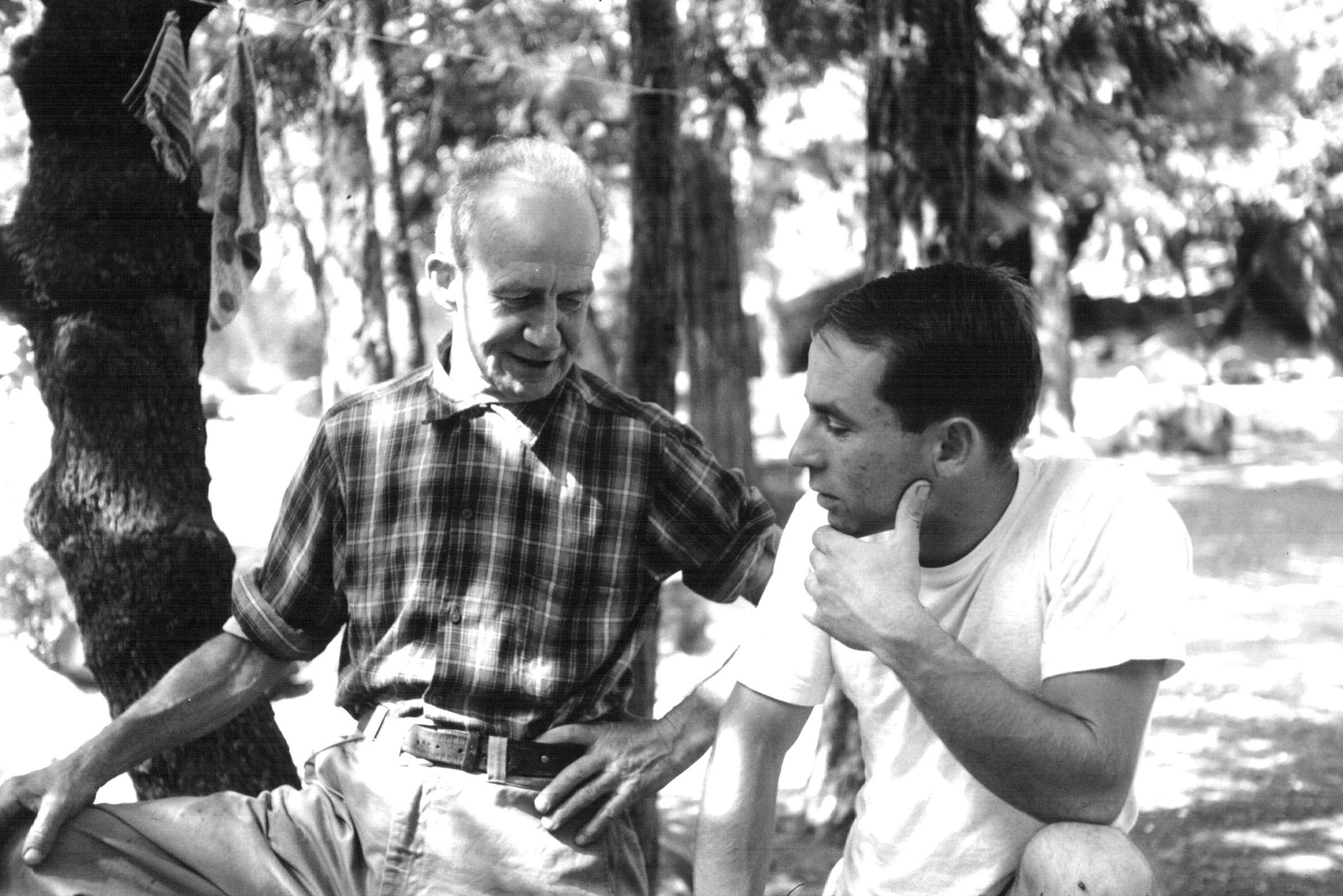
Salathé avec Yvon Chouinard en 1964 (Photo de Tom Frost)

Sentinel Rock fut la dernière grande voie de Salathé. « En 1953, il franchit temporairement la frontière entre l'excentricité et la folie ». Croyant que sa femme voulait l'empoisonner, il abandonna sa famille, et retourna en Suisse, où il rejoignit la Geistige Loge Zürich (« Loge spirituelle de Zürich », secte « néorévélationniste » fondée en 1948 par la médium Beatrice Brunner). Il gravit le Cervin en 1958 avant de donner tout son matériel de montagne. Il revint en 1963 aux États-Unis où il vagabonda dans l'Ouest américain pendant vingt ans, dans sa fourgonnette Volkswagen, touchant une petite pension du gouvernement suisse, et se nourrissant essentiellement de plantes sauvages ; il mourut en maison de repos le 31 août 1992.
Salathé avait donné ou vendu ses pitons. Dès la fin des années 1950, le modèle commença à être fabriqué en série et commercialisé sous le nom générique de Lost arrow, en particulier par le grimpeur Yvon Chouinard, lui aussi forgeron et fabricant de matériel. En 2009, ils sont encore fabriqués sous ce nom. Chouinard baptisa en son honneur la paroi où allait être ouverte la deuxième voie d'El Capitan (après le Nose), gravie en neuf jours et demi en 1961 par Royal Robbins, Tom Frost et Chuck Pratt : Salathé Wall.
En 2015, un de ses pitons originaux a été proposé au prix 12 000 US$ sur eBay, mais personne n'a voulu l'acquérir.

## Annexes

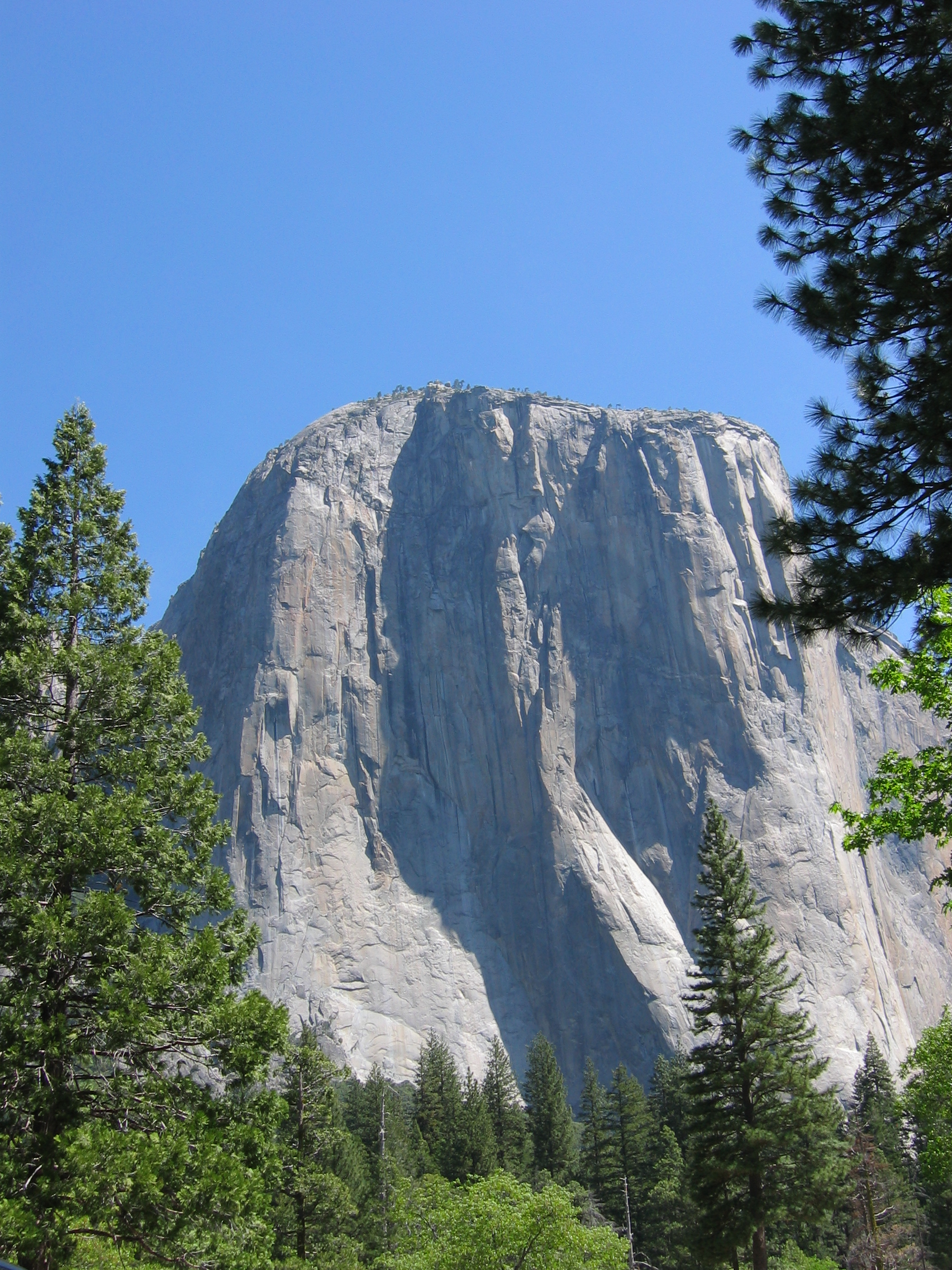
La face Sud-Ouest de El Capitan. Salathé Wall passe sur l'éperon au milieu de la face.